# João Manuel de Lima e Silva
João Manuel de Lima e Silva (Rio de Janeiro, 2 de março de 1805 — São Borja, 29 de agosto de 1837) foi um militar e revolucionário brasileiro.

## Biografia
Proveniente de uma tradicional família de militares, era tio do Duque de Caxias, apesar de dois anos mais jovem. Casado com Maria Joaquina, irmã do também farroupilha, Coronel José de Almeida Corte Real.
Estudou na Academia Real Militar e lutou na Bahia na Guerra da Independência como soldado de infantaria.
Major foi destacado para o Rio Grande do Sul em 1828 para comandar o 28° Batalhão de Caçadores Alemães, parte do Corpo de Estrangeiros. Em 1830 foi investigado como conspirando para um golpe republicano.
Colaborou com o irmão, general Francisco de Lima e Silva, Regente do Império, nos acontecimentos políticos que resultaram na abdicação de Dom Pedro I em 7 de abril de 1831.
Em 1834, denunciado como rebelde e acusado de manter entendimentos secretos com Juan Antonio Lavalleja para a separação do Rio Grande do Sul, foi chamado à Corte, junto com Bento Gonçalves. Defendeu-se perante o ministro da Guerra, foi absolvido e teve recepção triunfal no regresso à província.
Em 1835 era coronel comandante de um quartel em Porto Alegre quando a Revolução Farroupilha estourou.
Em dezembro de 1835, com a defecção de Bento Manuel Ribeiro, assumiu o comando militar dos republicanos sendo para isso promovido a general, o primeiro general do exército farroupilha. Foi fundamental nos primeiros meses da Revolução, pela organização do exército rebelde, aproveitando sua experiência de Academia Militar.
Derrotou Bento Manoel Ribeiro e tomou Pelotas no combate do Passo dos Negros, em 2 de junho de 1836. Ferido recuperou-se na casa de Domingos José de Almeida, às margens do Arroio Pelotas. Em 1 de novembro do mesmo ano assume como comandante em chefe dos exércitos da República.
Foi o principal promotor do alistamento dos libertos, mestiços errantes e escravos no exército republicano que estava se formando. Alguns meses antes de sua vitória em Pelotas, ele havia organizado alforriados numa unidade de infantaria. No dia 12 de setembro de 1836, às vésperas da Batalha do Seival, foi constituído o 1.º Corpo de Cavalaria de Lanceiros Negros, com mais de 400 homens, que teve importante papel na vitória sobre o exército imperial.
Assinou a carta de corso que dava poderes a Giuseppe Garibaldi de atacar e prender qualquer navio de guerra ou mercantil do governo brasileiro e de seus súditos.
Em 5 de julho de 1837, auxiliado por uma tropa de 260 uruguaios, partidários de Fructuoso Rivera, persegue e bate, no Botuí, em São Borja, a força imperial do coronel Manuel dos Santos Loureiro. Fustigados novamente em Itaquera, os imperiais se refugiam na Argentina, de onde retornam em dois bandos de 20 homens. Em uma operação de guerrilha, comandada pelo cabo Roque Faustino, é aprisionado em São Luís das Missões, enquanto organizava a defesa das Missões, em 16 de agosto. Entre São Luís e São Borja é assassinado.
Seu corpo depois foi exumado e sepultado com toda a pompa em Caçapava do Sul. O túmulo foi mais tarde profanado por imperiais e seus ossos espalhados pelos campos.